# Saint-Senier-de-Beuvron
Saint-Senier-de-Beuvron è un comune francese di 310 abitanti situato nel dipartimento della Manica nella regione della Normandia.

## Società

### Evoluzione demografica
Abitanti censiti